# Ильясова, Гульдар Музафаровна
Гульдар Музафаровна Ильясова (баш. Гөлдәр Мөзафар ҡыҙы Илъясова; род. 11 июня 1954, пос. Термень-Елга, Ишимбай, БАССР) — советский и башкирский театральный режиссёр. Художественный руководитель и главный режиссёр Стерлитамакского государственного башкирского театра драмы.
Заслуженный деятель искусств Республики Башкортостан (1994). В 1994 году удостоена Республиканской премии имени Салавата Юлаева (вместе с Флоридом Буляковым, Ириной Филипповой) «за постановку и яркое художественное решение спектакля „Забытая молитва“ в Театральном объединении города Стерлитамака».

Спектакль «Забытая молитва» — непосредственное воплощение театральных привязанностей и пристрастий в буйстве поэтических образов, причудливой смене реальных и условных картин. Полный знаменательных парабол, прозрачных иносказаний, спектакль помогает публике разобраться в буре событий и явлений жизни, смятении чувств, обрушившихся на современных людей— Багуманов А. И., Фаизова Ф. А. Лауреаты премии имени Салавата Юлаева. — Уфа, 1999. С. 221

## Образование
- Уфимское училище искусств (1975)
- Алма-Атинский государственный театрально-художественный институт (1984)
- Высшие режиссёрские курсы при Министерстве культуры РСФСР (1987).

## Творческий путь
В 1975—78 танцовщица Башкирской филармонии, в 1984—87 актриса Сибайского театра драмы, с 1988 главный режиссёр Салаватского драмтеатра, с 1990 главный режиссёр, с 1992 художественный руководитель Стерлитамакского башкирского драмтеатра.

## Тривия
В феврале 2005 года Гульдар Музафаровну чествовали на её малой родине — в Термень-Елге. В клубе состоялся творческий вечер, где земляки делились воспоминаниями, давали добрые пожелания, а лучшие артисты республики дарил собравшимся лирические песни, фрагменты спектаклей, поставленных прославленной режиссёром.bashinform.ru/news/120478-talantlivogo-rezhissera-chestvovali-v-rodnoy-derevne